# 布龍尼察
48°24′6″N 27°53′41″E / 48.40167°N 27.89472°E

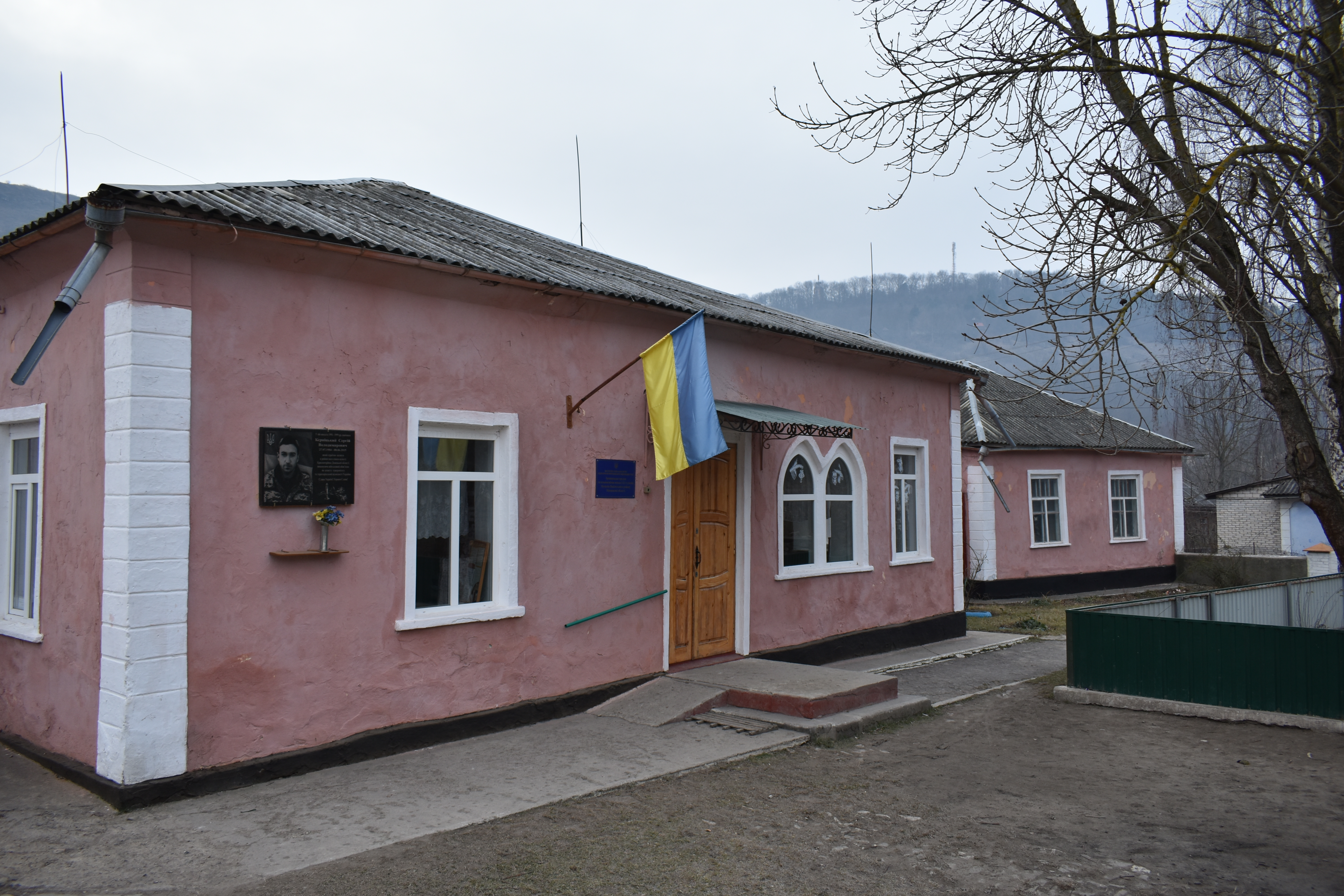
学校

布龍尼察（烏克蘭語：Бронниця），是烏克蘭西南部的村莊，隸屬文尼察州的莫希利夫-波迪利斯基区莫希利夫-波迪利斯基市镇。該村始建於1388年，面積2.79平方公里，海拔高度63米，2001年人口1,268，人口密度每平方公里454.97人。